# Attityd (flygplan)

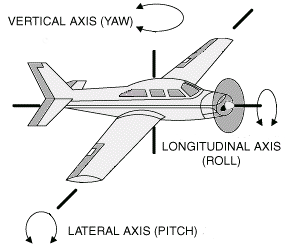
Ett flygplans tre axlar; Longitudinal axis = längdaxel; Lateral axis = tippaxel; Vertical axis = giraxel

Attityden hos ett flygplan avser dess orientering i förhållande till horisontalplanet oavsett flygriktningen. Man delar in attityden i två delar - tippattityd och rollattityd. Tipp- och rollattitydernas värden och förändringar över tiden kan bland annat tillsammans med andra data ge haveriutredare värdefull information om de svårigheter ett flygplan råkat i och registreras därför i den separata del av den så kallade "Svarta lådan" som utgörs av färdregistratorn (eng. Flight Data Recorder).   
Flygplanet har en positiv tippattityd (nos upp) när dess längdaxel (som går i flygkroppens riktning; i beräkningssammanhang kallad x-axeln) pekar upp ovanför horisonten i flygriktningen och en negativ tippattityd när längdaxeln pekar ner under horisonten. Tippattityden anges normalt i grader. När längdaxeln pekar mot horisonten har flygplanet en neutral tippattityd.

En Boeing 737 varierar sin attityd mellan "nos upp" och "nos ner".

Tippaxeln (y-axeln) går tvärs genom flygplansskroppen, i huvudsak parallellt med vingarna. Flygplanet har en positiv rollattityd (flygplanet har rollat åt höger) när den del av tippaxeln som finns till höger om flygplanet pekar ner under horisonten och en negativ i motsatt fall.  Rollattityden anges normalt i grader. När tippaxeln är parallell med horisontalplanet har flygplanet en neutral rollattityd, det vill säga det lutar varken åt höger eller vänster.
Attityden ger inte nödvändigtvis information om vart flygplanet är på väg. En negativ tippattityd visar normalt att flygplanet är på väg mot marken utom i mycket starka uppvindar (det senare gäller främst lätta flygplan), medan flygplanet kan ha en positiv tippattityd såväl under stigning som när det närmar sig marken. I det senare fallet har flygplanet en relativt stor anfallsvinkel på grund av förhållandevis låg fart. Tippattityden blir ännu mer positiv om flygplanet saknar vingklaff eller om klaffen inte används. En positiv (eller negativ) rollattityd visar däremot praktiskt taget alltid att flygplanet svänger höger (respektive vänster), även under spinn.